# إرلينغ ميكلسن
إرلينغ ميكلسن (بالنرويجية البوكمول: Erling Michelsen)‏ هو مصارع رياضي نرويجي، ولد في 24 مايو 1899 في Lilleaker ‏ في النرويج، وتوفي في 19 سبتمبر 1976.

## وصلات خارجية
- إرلينغ ميكلسن على موقع أوليمبيديا (الإنجليزية)